# WWF The Music, Vol. 2
WWF The Music Vol. 2 es un álbum recopilatorio creado por Jim Johnston y la World Wrestling Federation que fue lanzado el día martes 18 de noviembre de 1997

## Lista de canciones
Todas las canciones fueron compuestas por Jim Johnston
1. The Undertaker - "Dark Side" (3:53)
2. Stone Cold Steve Austin - "Hell Frozen Over" (2:57)
3. Ahmed Johnson - "Pearl River Rip" (3:15)
4. Marc Mero & Sable - "Wild Cat" (2:52)
5. Bret Hart - "You Start the Fire" (3:10)
6. Vader - "Mastodon" (3:09)
7. Mankind - "Ode to Freud" (3:02)
8. Dude Love - "Dude Love" (3:08)
9. Faarooq - "Nation of Domination" (3:03)
10. Rocky Maivia - "Destiny" (3:06)
11. Sycho Sid - "Snap" (3:19)
12. Ken Shamrock - "Dangerous" (3:17)
13. Flash Funk - "Can't Get Enough" (3:25)
14. Sunny - "I Know You Want Me" (3:28)
15. Shawn Michaels - "Sexy Boy" (3:00)

## WWF We Gotta Wrestle
WWF We Gotta Wrestle es un álbum lanzado fuera de los Estados Unidos. Fue lanzado en el año 1997. El álbum, que incluía un cartel de Sunny y una hoja de etiquetas, le faltaban dos pistas del disco WWF The Music, Vol. 2.
Los temas de Ken Shamrock y Dude Love sí están en WWF The Music, Vol. 2, pero el tema de Jake "The Snake" Roberts que no se incluyó en WWF The Music, Vol. 2, pero sí se incluyó en WWF We Gotta Wrestle.
- La pista 3 (Ahmed Johnson - "Pearl River Rip") en este álbum, la duración es de 2:45 pero en WWF The Music, Vol. 2 es de 3:15.
- La pista 9 (Faarooq - "Nation of Domination") incluye un rap de PG-13;
- La pista 11 (Rocky Maivia - "Destiny") fue el primer tema Rock, mientras que su segundo fue en WWF The Music, Vol. 2.
- La pista 12 (Flash Funk - Can't Get Enough) no está en WWF The Music, Vol. 2, pero en este álbum sí lo incluyen.
- La pista 13 (Sunny - "I Know You Want Me") no viene con algo extra
- La pista 14 (Shawn Michaels - "Bad Attitude") es una canción nueva, que se utilizó para 1997.
- Las pistas 1, 2, 4, 6, 7, 8 y 10 son las mismos en que aparecen WWF The Music, Vol. 2.

### Lista de canciones
1. The Undertaker - "Darkside" (3:52)
2. Stone Cold Steve Austin - "Hell Frozen Over" (2:57)
3. Ahmed Johnson - "Pearl River Rip" (2:45)
4. Marc Mero & Sable - "Wild Cat" (2:51)
5. Jake "The Snake" Roberts - "Snake" (2:44)
6. Bret Hart - "You Start the Fire" (3:10)
7. Vader - "Mastodon" (3:09)
8. Mankind - "Ode to Freud" (3:02)
9. Faarooq - "Nation of Domination" (3:01)
10. Sycho Sid - "Snap" (3:18)
11. Rocky Maivia - "Destiny" (2:36)
12. Flash Funk] - "Can't Get Enough" (3:20)
13. Sunny - "I Know You Want Me" (2:46)
14. Shawn Michaels - "Bad Attitude" (2:44)